# Shinichi Chan
Pour les articles homonymes, voir Chan.
Shinichi Chan (陳 晋一, Chan Shin'ichi), né le 5 septembre 2002 à Tokyo, est un footballeur international hongkongais qui évolue au poste d'arrière gauche au Shanghai Shenhua.

## Biographie

### Carrière en club
Né à Tokyo au Japon, Shinichi Chan est formé à Hong Kong,, où il commence sa carrière professionnelle en deuxième division au Resources Capital FC, avant de rejoindre le Kitchee SC en championnat de Hong Kong en 2018, où il découvre l'élite nationale à seulement 16 ans.
En janvier 2023, Chan est prêté à la Real Unión pour la fin de saison 2024-25 en Championnat d'Espagne de troisième division,,. Il joue son premier match avec l'équipe première du club le 11 février 2023.
Le 18 février 2023, lors de son deuxième match pour la Real Unión, Chan marque son premier but pour le club lors d'une victoire 1-0 contre le CD Calahorra, faisant de lui le premier joueur hongkongais à marquer dans n'importe quel niveau du football espagnol.
En juin 2024, il est transféré au Shanghai Shenhua en championnat de Chine.

### Carrière en sélection
Chan est international hongkongais junior jusqu'à l'équipe des moins de 23 ans.
En juin 2019, Chan est convoqué pour la première fois avec l'équipe senior de Hong Kong. Il honore sa première sélection le 11 juin 2019 contre le Taipei chinois, devenant le plus jeune joueur de l'histoire de l'équipe nationale,.